# Dalmatian (EP)
《Dalmatian》은 대한민국의 음악 그룹 DMTN의 첫 번째 EP이다. 타이틀곡은 〈LOVER COP〉과 〈그 남자는 반대〉이며, 2011년 2월 14일에 발매되었다.

## 수록곡
| #             | 제목                             | 작사                    | 작곡                           | 편곡                | 재생 시간 |
| ------------- | -------------------------------- | ----------------------- | ------------------------------ | ------------------- | --------- |
| 1.            | 〈LOVER COP〉                    | MC몽 데이 데이          | MC몽 박철호                    | 박철호              | 3:28      |
| 2.            | 〈그 남자는 반대〉               | 이단옆차기 데이 데이    | 신사동호랭이 블랙아이드필승    | 신사동호랭이 최규성 | 3:36      |
| 3.            | 〈LOST IN LOVE〉                 | MC몽 데이 데이          | MC몽 박철호                    | 박철호              | 3:40      |
| 4.            | 〈REALLY REALLY〉 (Feat. 김소현) | 장인태 이다리 데이 데이 | 이단옆차기 박철호 데이 데이    | 박철호              | 3:27      |
| 5.            | 〈REAL EYES〉                    | 박지수 Daniel Choi      | 박지수 Daniel Choi MC몽 박철호 | 박철호              | 3:55      |
| 6.            | 〈HOME RUN〉                     | MC몽 데이 데이          | 이단옆차기 박철호              | 송기홍              | 3:38      |
| 7.            | 〈ROUND 1〉 (Bonus Track)        | MC몽 데이 데이          | MC몽 조영수                    | 조영수              | 3:24      |
| 총 재생 시간: | 총 재생 시간:                    | 총 재생 시간:           | 총 재생 시간:                  | 총 재생 시간:       | 23:48     |

## 제작
세션
- 박철호 - 피아노(1, 3 ~ 5)
- 송기홍 - 피아노(6)
- 서원진 - 기타(1)
- 라도 - 코러스(1 ~ 3, 6)
- 융스트링 - 현악기(7)
- 권석홍 - 현악기 편곡(7)
- 조땅콩과 헐리스 - 타악기(3)

스탭
- 박철호, 데이 데이 - 공동 프로듀서
- 윤영로 - 책임 프로듀서
- 손훈상 - 디렉터
- 정재섭, 이훈석, 이홍석, 이용환, 김성은, 박용억, 지강민 - 매니저
- 김민정, 최승순 - 마케팅
- 장재훈, 장효길, 김혜진, 서진아, 고경아 - A&R
- 송혜란 - 스타일리스트
- 강호 - 메이크업
- 김제원 - 사진
- 이카마 - 자켓 디자인
- 허은숙, 김민희 - 녹음 엔지니어
- 조준성, 고승욱 - 믹싱 엔지니어
- 전훈 - 마스터링
- 손훈수 (IS ENTER MEDIA GROUP) - 이그제큐티브 프로듀서